# Sacare
Sacare war ein Gold- und Silbergewicht auf Madagaskar.
- 1 Sacare = 3 Copangs = ½ Quentchen = 1,1 Gramm
- 1 Sompi = 1 ⅓ Vari = 3 War = 6 Sakabr/Sacares/Skrupel = 12 Nanki/Nanqui/Nanque = 3,824 Gramm